# Copa del Rei de futbol 2018-19
La Copa del Rei de Futbol 2018-19 fou l'edició número 115 de la Copa del Rei. Hi participaren els equips de Primera, Segona, Segona B, i Tercera divisions, llevat dels equips filials d'altres clubs independentment de la categoria.
El torneig començà el 5 de setembre del 2018, i la final es jugà el 25 de maig del 2019. El defensor del títol va ser el FC Barcelona, que va ser derrotat en la final pel València CF, imposant-se a l'Estadi Benito Villamarín amb resultat de 2-1. Amb aquesta victòria, els merengots són l'únic equip en guanyar un títol en cadascun dels tres estadis de la capital andalusa.
A la final hi accediren el FC Barcelona, guanyador de les quatre edicions anteriors, i el València CF, que es classificava per a una final onze anys després de la de 2008 i que el 2019 celebrava el centenari. És la quarta vegada que els dos equips s'enfrontaven en la final de la competició, imposant-se els blaugranes el 1952 i 1971, i els merengots el 1954.
Pel que fa a la competició, destaca l'enfrontament en vuitens entre el Llevant UE i el FC Barcelona. El Barcelona s'imposà esportivament, tot i que en el partit de tornada va cometre alineació indeguda. El Llevant va denunciar fora de termini, per la qual cosa es va desestimar l'eliminació dels culers. Pel costat valencianista, va ser celebrada l'èpica remuntada contra el Getafe CF en Mestalla en l'enfrontament de tornada de quarts de final.

## Primera ronda
Hi participen els equips de Segona divisió B i de Tercera. 5 equips estan exempts de disputar aquesta ronda: CF Villanovense, Reial Múrcia, CF Badalona, CD Tudelano i Lorca FC.
| 5 setembre 2018 | Rápido de Bouzas | 0–4     | Unionistas                                              | Bouzas, Vigo       |  |
|                 |                  | Informe | Isaac Manjón 3', 80' · Iago 12' (p.p.) · De la Nava 90' | Baltasar Pujales · |  |

| 5 setembre 2018 | CD Mensajero | 0–3     | SD Compostela                               | Santa Cruz de La Palma |  |
|                 |              | Informe | Aythami 47' · Camacho 66' (p.p.) · Miki 88' | Silvestre Carrillo ·   |  |

| 5 setembre 2018                               | Internacional                                 | 2–2             | CF Fuenlabrada                                           | Boadilla del Monte                                       |                                                          |
|                                               | Ramos 33' · Pina 61'                          | Informe         | Hugo Fraile 80' (p.) · Randy 90+1'                       | Polideportivo Municipal ·                                |                                                          |
|                                               |                                               | Tanda de penals |                                                          |                                                          |                                                          |
| Muñiz · Ramos · Robles · Rico · Alvar Herrero | Muñiz · Ramos · Robles · Rico · Alvar Herrero | 4–5             | Hugo Fraile · Javi Gómez · Cristóbal · Randy · De Miguel | Hugo Fraile · Javi Gómez · Cristóbal · Randy · De Miguel | Hugo Fraile · Javi Gómez · Cristóbal · Randy · De Miguel |

| 5 setembre 2018 | Navalcarnero | 0–2     | Cultural Leonesa        | Navalcarnero       |  |
|                 |              | Informe | Aridane 32' · Yeray 35' | Mariano González · |  |

| 5 setembre 2018 | UP Langreo           | 1–2     | UD Logroñés       | Llangréu   |  |
|                 | Sergio Ríos 79' (p.) | Informe | Maranhão 14', 77' | Ganzábal · |  |

| 5 setembre 2018 | Gernika Club | 1–0     | Cultural Durango | Gernika   |  |
|                 | Gorka 90'    | Informe |                  | Urbieta · |  |

| 5 setembre 2018 | CD Mirandés | 0–1     | Racing de Santander | Miranda de Ebro |  |
|                 |             | Informe | Quique Rivero 83'   | Anduva ·        |  |

| 5 setembre 2018                                                 | Barakaldo CF                                                    | 1–1             | Mutilvera                                                       | Barakaldo                                                       |                                                                 |
|                                                                 | Dopi 106'                                                       | Informe         | Ayensa 111'                                                     | Lasesarre ·                                                     |                                                                 |
|                                                                 |                                                                 | Tanda de penals |                                                                 |                                                                 |                                                                 |
| Picón · Dopi · Antonio Sánchez · Toro · Fran García · Erik Ruiz | Picón · Dopi · Antonio Sánchez · Toro · Fran García · Erik Ruiz | 3–4             | Eztieder · Losantos · Imanol · Ayensa · Briñol · Adrián Alfonso | Eztieder · Losantos · Imanol · Ayensa · Briñol · Adrián Alfonso | Eztieder · Losantos · Imanol · Ayensa · Briñol · Adrián Alfonso |

| 5 setembre 2018                                 | CD Calahorra                                    | 1–1             | Gimnástica Torrelavega                       | Calahorra                                    |                                              |
|                                                 | Javi Barrio 3'                                  | Informe         | Nacho Rodríguez 58'                          | La Planilla ·                                |                                              |
|                                                 |                                                 | Tanda de penals |                                              |                                              |                                              |
| Parla · Barrón · Auzmendi · Gabri Ortega · Sanz | Parla · Barrón · Auzmendi · Gabri Ortega · Sanz | 4–2             | Luis Alberto · Vitienes · Cusi · Borja Camus | Luis Alberto · Vitienes · Cusi · Borja Camus | Luis Alberto · Vitienes · Cusi · Borja Camus |

| 5 setembre 2018                                                         | UE Cornellà                                                             | 1–1             | UE Sant Andreu                                                      | Cornellà de Llobregat                                               |                                                                     |
|                                                                         | Eloy 67'                                                                | Informe         | Felipe Sá 82'                                                       | Nou Camp Municipal ·                                                |                                                                     |
|                                                                         |                                                                         | Tanda de penals |                                                                     |                                                                     |                                                                     |
| José Gaspar · Leo Rodríguez · Agus Medina · Goldar · Mara · Manu Torres | José Gaspar · Leo Rodríguez · Agus Medina · Goldar · Mara · Manu Torres | 2–3             | Felipe Sá · Ton Alcover · Carlos · Bandeh · Ferran Jutglà · Noguera | Felipe Sá · Ton Alcover · Carlos · Bandeh · Ferran Jutglà · Noguera | Felipe Sá · Ton Alcover · Carlos · Bandeh · Ferran Jutglà · Noguera |

| 5 setembre 2018 | Castelló   | 1–0     | Conquense | Castelló de la Plana  |  |
|                 | Hicham 60' | Informe |           | Nou Estadi Castàlia · |  |

| 5 setembre 2018 | UE Poblera  | 1–4     | Ontinyent CF                           | Sa Pobla   |  |
|                 | Calonge 58' | Informe | David Torres 17', 52', 53' · Soler 90' | Nou Camp · |  |

| 5 setembre 2018 | Lleida Esportiu        | 2–0     | CD Teruel | Lleida           |  |
|                 | Bandeh 42' · Alpha 87' | Informe |           | Camp d'Esports · |  |

| 5 setembre 2018 | CD Don Benito | 0–1     | FC Cartagena   | Don Benito     |  |
|                 |               | Informe | Rubén Cruz 65' | Vicente Sanz · |  |

| 5 setembre 2018 | Yeclano        | 1–2     | UD Melilla                     | Iecla             |  |
|                 | Iker Torre 81' | Informe | Yacine 60' · Chino 116' (p.p.) | La Constitución · |  |

| 5 setembre 2018 | UCAM Murcia         | 2–0     | AD Ceuta | Múrcia         |  |
|                 | Adán 77' · Titi 79' | Informe |          | La Condomina · |  |

| 5 setembre 2018                                               | Talavera de la Reina                                          | 2–2             | Jaén                                                                      | Talavera de la Reina                                                      |                                                                           |
|                                                               | Cristian 84' · Madrigal 90'                                   | Informe         | Raúl García 22' · Montes 40'                                              | El Prado ·                                                                |                                                                           |
|                                                               |                                                               | Tanda de penals |                                                                           |                                                                           |                                                                           |
| Madrigal · Óscar Martín · Oca · Molinero · Espinar · Cristian | Madrigal · Óscar Martín · Oca · Molinero · Espinar · Cristian | 3–4             | Juanma · Cervera · Antonio López · Jorge Vela · Juanca González · Fragoso | Juanma · Cervera · Antonio López · Jorge Vela · Juanca González · Fragoso | Juanma · Cervera · Antonio López · Jorge Vela · Juanca González · Fragoso |

| 5 setembre 2018 | Marbella FC | 0–1     | CD Ebro           | Marbella    |  |
|                 |             | Informe | Dani Martínez 41' | Municipal · |  |

## Segona ronda
A més dels guanyadors de la ronda anterior, també hi entren els equips de Segona divisió. Mutilvera, després d'eliminar el Barakaldo CF a la ronda anterior, passa aquesta ronda sense jugar-la.
| 11 setembre 2018 | Màlaga                    | 1–2     | Almeria                 | Màlaga                                                                 |  |
| 18:45            | Héctor Hernández 45' (p.) | Informe | Sekou 65' · Montoro 78' | La Rosaleda · 13,036 espectadors · Aitor Gorostegui Fernández-Ortega · |  |

| 11 setembre 2018 | RCD Mallorca | 1–0     | Reial Oviedo | Palma                                                  |  |
| 18:45            | Giner 58'    | Informe |              | Son Moix · 5,582 espectadors · Iñaki Bikandi Garrido · |  |

| 12 setembre 2018 | Ontinyent CF   | 1–1             | Jaén       | Ontinyent                           |  |
| 19:30            | Zarzo 49' (p.) | Informe         | Armero 39' | El Clariano · Salvador Lax Franco · |  |
|                  |                | Tanda de penals |            |                                     |  |
|                  |                | 6–5             |            |                                     |  |

| 12 setembre 2018 | CF Villanovense        | 2–1     | CF Badalona  | Villanueva de la Serena                     |  |
| 20:45            | Raíllo 42' · Xiscu 72' | Informe | Magallán 39' | Villanovense · Alberto González Hernández · |  |

| 12 setembre 2018 | UD Melilla                    | 3–0     | CD Tudelano | Melilla                                               |  |
| 20:45            | Óscar 21' · Menudo 56', 90+3' | Informe |             | Estadio Municipal Álvarez Claro · José Caucelo Sace · |  |

| 12 setembre 2018 | Lleida Esportiu | 1–0     | SD Compostela | Lleida                                       |  |
| 20:00            | Ortuño 39'      | Informe |               | Camp d'Esports · Daniel David Baiges Dones · |  |

| 12 setembre 2018 | Cultural Leonesa | 1–1             | CF Fuenlabrada | Lleó                                               |  |
| 20:30            | Aridane 66'      |                 | Gassama 54'    | Reino de León · José Antonio Fernández Rodríguez · |  |
|                  |                  | Tanda de penals |                |                                                    |  |
|                  |                  | 5–4             |                |                                                    |  |

| 12 setembre 2018 | UCAM Murcia | 0–2 | Racing de Santander       | Múrcia                                |  |
| 20:00            |             |     | Lucas 15' · Castañeda 90' | La Condomina · Rubén Ruipérez Marín · |  |

| 12 setembre 2018 | FC Cartagena   | 1–1             | UD Logroñés      | Cartagena                         |  |
| 21:00            | Rubén Cruz 12' |                 | Rayco García 73' | Cartagonova · Julio Mena Gimeno · |  |
|                  |                | Tanda de penals |                  |                                   |  |
|                  |                | 5–4             |                  |                                   |  |

| 12 setembre 2018 | UE Sant Andreu | 1–0     | Gernika Club | Barcelona                               |  |
| 20:30            | Alcover 116'   | Informe |              | Narcís Sala · Sebastián Ripoll Solano · |  |

| 12 setembre 2018 | CD Calahorra  | 2–0     | CE Castelló | Calahorra                              |  |
| 20:30            | Ubis 41', 48' | Informe |             | La Planilla · Ibai Rezola Etxeberria · |  |

| 12 setembre 2018 | Lorca FC                          | 2–1 | Unionistas | Llorca                                                 |  |
| 20:45            | Navarro 43' · Fran Cifuentes 115' |     | Guille 34' | Francisco Artés Carrasco · José Luis Guzmán Mansilla · |  |

| 12 setembre 2018 | CD Ebro | 0–0             | Reial Múrcia | Saragossa                           |  |
| 18:00            |         | Informe         |              | La Almozara · David López Jiménez · |  |
|                  |         | Tanda de penals |              |                                     |  |
|                  |         | 5–4             |              |                                     |  |

| 12 setembre 2018 | CA Osasuna | 1–2     | Reus Deportiu                   | Pamplona                                           |  |
| 20:00            | Clerc 87'  | Informe | Carbià 60' · Juan Domínguez 68' | El Sadar · 10,987 espectadors · César Soto Grado · |  |

| 12 setembre 2018 | AD Alcorcón    | 1–0     | Extremadura UD | Alcorcón                                                        |  |
| 20:00            | Juan Muñoz 49' | Informe |                | Santo Domingo · 2,208 espectadors · Luis Marro Milla Alvendiz · |  |

| 12 setembre 2018 | CD Tenerife                       | 1–2     | Cadis           | Santa Cruz de Tenerife                                  |  |
| 22:00            | Dani Romera 5' · Manu Vallejo 92' | Informe | Carlos Ruiz 80' | Heliodoro Rodríguez López · Óliver de la Fuente Ramos · |  |

| 12 setembre 2018 | Córdoba CF                        | 2–0     | Nàstic | Còrdova                                                            |  |
| 22:00            | Andrés Martín 4' · Piovaccari 92' | Informe |        | Nuevo Arcángel · 6,935 espectadors · Dámaso Arcediano Monescillo · |  |

| 12 setembre 2018 | Saragossa                   | 2–1     | Deportivo La Corunya | Saragossa                                                         |  |
| 21:00            | Papunashvili 6' · Pombo 50' | Informe | Fede Cartabia 53'    | La Romareda · 18,429 espectadors · Daniel Jesús Trujillo Suárez · |  |

| 13 setembre 2018 | CD Numancia     | 1–2     | Sporting de Gijón                | Sòria                                                    |  |
| 20:00            | Marcos Isla 52' | Informe | Higinio 28' (p.p.) · Morilla 31' | Los Pajaritos · 2,853 espectadors · Daniel Ocón Arraiz · |  |

| 13 setembre 2018 | Albacete Balompié        | 2–3     | CD Lugo                                            | Albacete                                                       |  |
| 20:00            | Ortuño 11' · Manaj 90+3' | Informe | Lazo 2' · Chus Herrero 35' (p.p.) · Juan Muñiz 61' | Carlos Belmonte · 4,839 espectadors · Santiago Varón Aceitón · |  |

| 13 setembre 2018 | UD Las Palmas | 1–2     | CF Rayo Majadahonda              | Las Palmas                                                      |  |
| 22:00            | Mesa 3'       | Informe | Fede Varela 40' · Isaac 78' (p.) | Gran Canaria · 6,934 espectadors · Javier Iglesias Villanueva · |  |

| 13 setembre 2018 | Elx CF                        | 2–1     | Granada CF        | Elx                                                               |  |
| 22:00            | Jony 41' (p.) · Provencio 68' | Informe | Pablo Vázquez 81' | Manuel Martínez Valero · 5,409 espectadors · Gorka Sagués Oscoz · |  |

## Tercera ronda
El RCD Mallorca passarà aquesta ronda sense disputar-la.
| 16 octubre 2018 | Elx CF     | 1–4     | Còrdova                                                         | Elx                                               |  |
| 20:00           | Villar 90' | Informe | De las Cuevas 26' · Luis Muñoz 30' · Javi Galán 61' · Sebas 82' | Martínez Valero · Isidro Díaz de Mera Escuderos · |  |

| 17 octubre 2018 | Ebro                       | 2–1     | Lleida Esportiu | Saragossa                        |  |
| 17:00           | Ubay 72' (p.) · Cortés 82' | Informe | Albistegi 44'   | La Almozara · Iván Muñoz Pérez · |  |

| 17 octubre 2018 | Lugo           | 1–0     | Alcorcón | Lugo                                  |  |
| 20:00           | Escriche 90+2' | Informe |          | Anxo Carro · Jorge Figueroa Vázquez · |  |

| 17 octubre 2018 | Mutilvera    | 1–3     | Villanovense                            | Aranguren                                  |  |
| 20:15           | Losantos 35' | Informe | Pajuelo 14' · Poley 50' · Leandro 90+2' | Valle Aranguren · Alejandro Sánchez Alba · |  |

| 17 octubre 2018 | Sant Andreu | 1–0 | Calahorra | Barcelona                              |  |
| 20:30           | Kuku 95'    |     |           | Narcís Sala · Iván González González · |  |

| 17 octubre 2018 | Racing de Santander | 1–0     | Logroñés | Santander                              |  |
| 20:30           | Rivero 90+3' (p.)   | Informe |          | El Sardinero · Pablo Fernández Pérez · |  |

| 17 octubre 2018 | UD Melilla              | 2–0 | Ontinyent | Melilla                                |  |
| 20:45           | Aguza 84' · Ruano 90+3' |     |           | Álvarez Claro · Francisco Sáez Vital · |  |

| 17 octubre 2018 | Llorca | 0–3 | Cultural Leonesa                       | Llorca                                |  |
| 20:45           |        |     | Hugo 18' · Aridane 65' · Mancebo 90+1' | Artés Carrasco · Luis Collado López · |  |

| 17 octubre 2018 | Saragossa | 0–1     | Cadis            | Saragossa                            |  |
| 21:00           |           | Informe | Manu Vallejo 56' | La Romareda · Víctor Areces Franco · |  |

| 18 octubre 2018                                            | Rayo Majadahonda                                           | 1–1             | Sporting de Gijón                                                          | Madrid                                                                     |                                                                            |
| 20:00                                                      | Aitor Ruibal 90'                                           | Informe         | Neftali 23'                                                                | Estadi Metropolità · David Pérez Pallas ·                                  |                                                                            |
|                                                            |                                                            | Tanda de penals |                                                                            |                                                                            |                                                                            |
| Galán · Enzo · Fede Varela · Jeisson · Iza · Schiappacasse | Galán · Enzo · Fede Varela · Jeisson · Iza · Schiappacasse | 3–4             | Pedro Díaz · Javi Noblejas · Isma Cerro · Morilla · Neftali · Nacho Méndez | Pedro Díaz · Javi Noblejas · Isma Cerro · Morilla · Neftali · Nacho Méndez | Pedro Díaz · Javi Noblejas · Isma Cerro · Morilla · Neftali · Nacho Méndez |

| 18 octubre 2018 | UD Almeria                                      | 3–1     | Reus Deportiu | Almeria                                                  |  |
| 21:00           | Sergio Pérez 31' · Aguza 73' · Luis Rioja 90+3' | Informe | Linares 90+1' | Estadi dels Jocs Mediterranis · Valentín Pizarro Gómez · |  |

## Setzens de final
Els equips de Primera divisió entren en aquesta ronda.
| Equip 1             | Global       | Equip 2        | Anada | Tornada |
| ------------------- | ------------ | -------------- | ----- | ------- |
| Cultural Leonesa    | 1–5          | FC Barcelona   | 0–1   | 1–4     |
| CD Ebro             | 1–3          | València CF    | 1–2   | 0–1     |
| UE Sant Andreu      | 0–5          | At. Madrid     | 0–1   | 0–4     |
| UD Melilla          | 1–10         | R. Madrid      | 0–4   | 1–6     |
| CF Villanovense     | 0–1          | Sevilla FC     | 0–0   | 0–1     |
| Racing de Santander | 0–5          | Reial Betis    | 0–1   | 0–4     |
| UD Almería          | 3–11         | Vila-real CF   | 3–3   | 0–8     |
| RCD Mallorca        | 2–4          | Valladolid     | 1–2   | 1–2     |
| Cadis               | 2–2 (g.c.c.) | RCD Espanyol   | 2–1   | 0–1     |
| Sporting de Gijón   | 4–2          | SD Eibar       | 2–0   | 2–2     |
| CD Lugo             | 1–3          | Llevant UE     | 1–1   | 0–2     |
| Còrdova             | 2–7          | Getafe CF      | 1–2   | 1–5     |
| Athletic Club       | 8–0          | Osca           | 4–0   | 4–0     |
| Alabès              | 3–4          | Girona FC      | 2–2   | 1–2     |
| CD Leganés          | 3–2          | Rayo Vallecano | 2–2   | 1–0     |
| Celta de Vigo       | 1–3          | Reial Societat | 1–1   | 0–2     |

### Anada
| 30 octubre 2018 | CD Ebro (3)  | 1–2     | València CF (1) | Saragossa                                                    |  |
| 19:30 CET       | Amelibia 62' | Informe | Mina 71', 80'   | La Romareda · 9,911 espectadors · Xavier Estrada Fernández · |  |

| 30 octubre 2018 | CD Lugo (2) | 1–1     | Llevant UE (1) | Lugo                                                      |  |
| 19:30 CET       | Herrera 11' | Informe | Mayoral 53'    | Anxo Carro · 2,389 espectadors · Pablo González Fuertes · |  |

| 30 octubre 2018 | CD Leganés (1)     | 2–2     | Rayo Vallecano (1)       | Leganés                                                   |  |
| 20:30 CET       | En-Nesyri 31', 72' | Informe | Medrán 15' · Alegría 21' | Butarque · 5,872 espectadors · Alberto Undiano Mallenco · |  |

| 30 octubre 2018 | UE Sant Andreu (4) | 0–1     | Atlètic de Madrid (1) | Barcelona                                             |  |
| 21:30 CET       |                    | Informe | Martins 33'           | Narcís Sala · 5,995 espectadors · Jesús Gil Manzano · |  |

| 31 octubre 2018 | UD Melilla (3) | 0–4     | Reial Madrid CF (1)                                        | Melilla                                                            |  |
| 19:30 CET       |                | Informe | Benzema 28' · Asensio 45+1' · Odriozola 79' · Cristo 90+2' | Álvarez Claro · 7,212 espectadors · Ricardo de Burgos Bengoetxea · |  |

| 31 octubre 2018 | RCD Mallorca (2) | 1–2     | Valladolid (1) | Palma                                                |  |
| 20:30 CET       | Buenacasa 67'    | Informe | Verde 8', 35'  | Son Moix · 3,121 espectadors · David Medié Jiménez · |  |

| 31 octubre 2018 | Còrdova (2)      | 1–2     | Getafe CF (1)      | Còrdova                                                           |  |
| 20:30 CET       | Bruno 26' (p.p.) | Informe | Mata 45' (p.), 90' | Nuevo Arcángel · 4,129 espectadors · Guillermo Cuadra Fernández · |  |

| 31 octubre 2018 | Alavés (1)               | 2–2     | Girona FC (1)             | Vitòria                                                   |  |
| 20:30 CET       | Sobrino 63' · Martín 88' | Informe | Alcalá 18' · Montes 90+6' | Mendizorrotza · 9,346 espectadors · Adrián Cordero Vega · |  |

| 31 octubre 2018 | Cultural Leonesa (3) | 0–1     | FC Barcelona (1) | Lleó                                                      |  |
| 21:30 CET       |                      | Informe | Lenglet 90+1'    | Reino de León · 10,873 espectadors · Mario Melero López · |  |

| 1 novembre 2018 | Sporting de Gijón (2)       | 2–0     | SD Eibar (1) | Gijón                                                    |  |
| 12:00 CET       | Đurđević 54' · Manzambi 86' | Informe |              | El Molinón · 12,902 espectadors · Santiago Jaime Latre · |  |

| 1 novembre 2018 | CF Villanovense (3) | 0–0     | Sevilla FC (1) | Villanueva de la Serena                                                    |  |
| 16:15 CET       |                     | Informe |                | Municipal Villanovense · 7,145 espectadors · Ignacio Iglesias Villanueva · |  |

| 1 novembre 2018 | Celta de Vigo (1) | 1–1     | Reial Societat (1) | Vigo                                                        |  |
| 16:15 CET       | Aspas 58'         | Informe | Juanmi 89'         | Balaídos · 15,195 espectadors · José Luis Munuera Montero · |  |

| 1 novembre 2018 | Almeria (2)                         | 3–3     | Vila-real CF (1)                                  | Almeria                                                            |  |
| 18:30 CET       | Chema 52' (p.) · Gassama 86', 90+1' | Informe | Cazorla 67' · Callejón 78' (p.p.) · Chukwueze 83' | Juegos Mediterráneos · 8,004 espectadors · Javier Alberola Rojas · |  |

| 1 novembre 2018 | Cadis (2)              | 2–1     | RCD Espanyol (1) | Cadis                                                            |  |
| 18:30 CET       | Lekić 1' · Azamoum 41' | Informe | Puado 36'        | Ramón de Carranza · 11,830 espectadors · Juan Martínez Munuera · |  |

| 1 novembre 2018 | Racing de Santander (3) | 0–1     | Betis (1)           | Santander                                                     |  |
| 20:45 CET       |                         | Informe | Sergio León 8' (p.) | El Sardinero · 17,398 espectadors · Eduardo Prieto Iglesias · |  |

| 28 novembre 2018 | Athletic Club (1)                              | 4–0     | SD Huesca (1) | Bilbao                                                         |  |
| 20:45 CET        | Aduriz 10', 32' · Insua 27' (p.p.) · Beñat 55' | Informe |               | San Mamés · 25,360 espectadors · José Luis González González · |  |

### Tornada
| 4 desembre 2018 | València CF   | 1–0 (Total: 3–1) | CD Ebro | València                                                  |  |
| 19:30 CET       | Batshuayi 59' | Informe          |         | Mestalla · 23,272 espectadors · Eduardo Prieto Iglesias · |  |

| 4 desembre 2018 | Getafe CF                                            | 5–1 (Total: 7–2) | Córdoba CF  | Getafe                                                               |  |
| 19:30 CET       | Portillo 18' · Ángel 42' (p.), 78', 80' · Ibáñez 49' | Informe          | Aythami 70' | Coliseum Alfonso Pérez · 5,562 espectadors · Juan Martínez Munuera · |  |

| 4 desembre 2018 | Rayo Vallecano | 0–1 (Total: 2–3) | CD Leganés           | Madrid                                                                                 |  |
| 20:30 CET       |                | Informe          | Velázquez 17' (p.p.) | Campo de Fútbol de Vallecas · 8,372 espectadors · Alejandro José Hernández Hernández · |  |

| 4 desembre 2018 | RCD Espanyol | 1–0 (Total: 2–2 (g.c.c.) | Cadis | Cornellà de Llobregat                                              |  |
| 21:30 CET       | Pérez 76'    | Informe                  |       | RCDE Stadium · 12,560 espectadors · Ricardo de Burgos Bengoetxea · |  |

| 5 desembre 2018 | Atlètic de Madrid                                 | 4–0 (Total: 5–0) | UE Sant Andreu | Madrid                                                         |  |
| 19:30 CET       | Lemar 48' · Kalinić 53' · Correa 55' · Vitolo 80' |                  |                | Estadi Metropolità · 31,414 espectadors · Mario Melero López · |  |

| 5 desembre 2018 | Girona FC               | 2–1 (Total: 4–3) | Alavés            | Girona                                                           |  |
| 19:30 CET       | Granell 74' · Portu 79' |                  | Alcalá 62' (p.p.) | Mendizorrotza · 9,290 espectadors · Antonio Miguel Mateu Lahoz · |  |

| 5 desembre 2018 | Sevilla FC      | 1–0 (Total: 1–0) | CF Villanovense | Sevilla                                                            |  |
| 20:30 CET       | André Silva 49' | Informe          |                 | Ramón Sánchez Pizjuán · 19,908 espectadors · David Medié Jiménez · |  |

| 5 desembre 2018 | Vila-real CF                                                                 | 8–0 (Total: 11–3) | UD Almeria | Vila-real                                                             |  |
| 20:30 CET       | Toko Ekambi 23', 30', 36', 47' · Bacca 45', 83' (p.) · Gerard 67' · Raba 89' | Informe           |            | Estadi de la Ceràmica · 12,739 espectadors · Pablo González Fuertes · |  |

| 5 desembre 2018 | Reial Societat              | 2–0 (Total: 3–1) | Celta de Vigo | Sant Sebastià                                               |  |
| 20:30 CET       | Oyarzabal 10' · Januzaj 27' | Informe          |               | Anoeta · 21,336 espectadors · José María Sánchez Martínez · |  |

| 5 desembre 2018 | FC Barcelona                                   | 4–1 (Total: 5–1) | Cultural Leonesa | Barcelona                                                  |  |
| 21:30 CET       | Munir 18' · Denis Suárez 26', 70' · Malcom 43' | Informe          | Señé 54'         | Camp Nou · 76,398 espectadors · Alberto Undiano Mallenco · |  |

| 5 desembre 2018 | Reial Valladolid      | 2–1 (Total: 4–2) | RCD Mallorca | Valladolid                                                |  |
| 21:30 CET       | Plano 49' · Verde 88' | Informe          | Abdón 48'    | José Zorrilla · 9,813 espectadors · Adrián Cordero Vega · |  |

| 6 desembre 2018 | Llevant UE               | 2–0 (Total: 3–1) | CD Lugo | València                                                               |  |
| 12:00 CET       | Coke 80' · Dwamena 90+3' | Informe          |         | Ciutat de València · 10,805 espectadors · Guillermo Cuadra Fernández · |  |

| 6 desembre 2018 | Reial Madrid CF                                               | 6–1 (Total: 10–1) | UD Melilla     | Madrid                                                           |  |
| 16:15 CET       | Asensio 33', 35' · Sánchez 39' · Isco 48', 83' · Vinícius 75' | Informe           | Qasmi 81' (p.) | Santiago Bernabéu · 55,243 espectadors · Javier Alberola Rojas · |  |

| 6 desembre 2018 | SD Eibar                    | 2–2 (Total: 2–4) | Sporting de Gijón      | Eibar                                                 |  |
| 18:30 CET       | Cucurella 53' · Charles 87' | Informe          | Álvaro 13' · Pérez 39' | Ipurua · 4,970 espectadors · José González González · |  |

| 6 desembre 2018 | SD Huesca | 0–4 (Total: 0–8) | Athletic Club                         | Osca                                                       |  |
| 18:30 CET       |           | Informe          | Aduriz 37', 58' · Williams 80', 90+2' | El Alcoraz · 5,561 espectadors · Carlos del Cerro Grande · |  |

| 6 desembre 2018 | Reial Betis                                                               | 4–0 (Total: 5–0) | Racing de Santander | Sevilla                                                             |  |
| 20:45 CET       | Jon Ander 32' (p.p.) · Sanabria 59' (p.) · Sergio León 69' · Lo Celso 89' | Informe          |                     | Benito Villamarín · 34,732 espectadors · Xavier Estrada Fernández · |  |

## Vuitens de final
El sorteig es va fer el dia 13 de desembre de 2018, amb l'Sporting de Gijón com a únic equip de 2a divisió. Els enfrontaments van ser:
| Equip 1           | Global       | Equip 2          | Anada | Tornada |
| ----------------- | ------------ | ---------------- | ----- | ------- |
| Sporting de Gijón | 2–4          | València CF      | 2–1   | 0–3     |
| Girona FC         | 4–4 (g.c.c.) | At. Madrid       | 1–1   | 3–3     |
| Vila-real CF      | 3–5          | RCD Espanyol     | 2–2   | 1–3     |
| Getafe CF         | 2–1          | Reial Valladolid | 1–0   | 1–1     |
| R. Madrid         | 3–1          | CD Leganés       | 3–0   | 0–1     |
| Athletic Club     | 2–3          | Sevilla FC       | 1–3   | 1–0     |
| Betis             | 2–2 (g.c.c.) | Reial Societat   | 0–0   | 2–2     |
| Llevant UE        | 2–4          | FC Barcelona     | 2–1   | 0–3     |

### Anada
| 8 gener 2019 | Sporting de Gijón           | 2–1     | València CF | Gijón                                                       |  |
| 21:30 CET    | Noblejas 34' · Blackman 79' | Informe | Gameiro 45' | El Molinón · 9,870 espectadors · Alberto Undiano Mallenco · |  |

| 9 gener 2019 | Girona FC  | 1–1     | At. Madrid   | Girona                                                               |  |
| 19:30 CET    | Lozano 34' | Informe | Griezmann 9' | Montilivi · 7,770 espectadors · Alejandro José Hernández Hernández · |  |

| 9 gener 2019 | Vila-real CF                | 2–2     | RCD Espanyol                | Vila-real                                                      |  |
| 20:30 CET    | Toko Ekambi 85' · Bacca 89' | Informe | Darder 15' · Álex López 71' | El Madrigal · 12,207 espectadors · José Luis Munuera Montero · |  |

| 9 gener 2019 | Getafe CF   | 1–0     | Valladolid | Getafe                                                            |  |
| 20:30 CET    | Ángel 90+2' | Informe |            | Coliseum Alfonso Pérez · 6,007 espectadors · Mario Melero López · |  |

| 9 gener 2019 | R. Madrid                                         | 3–0     | CD Leganés | Madrid                                                       |  |
| 21:30 CET    | Ramos 44' (p.) · Lucas Vázquez 68' · Vinícius 77' | Informe |            | Santiago Bernabéu · 44,231 espectadors · Jesús Gil Manzano · |  |

| 10 gener 2019 | Athletic Club | 1–3     | Sevilla FC                                   | Bilbao                                                     |  |
| 19:30 CET     | San José 49'  | Informe | Nolito 6' · André Silva 53' · Ben Yedder 77' | San Mamés · 33,847 espectadors · Carlos del Cerro Grande · |  |

| 10 gener 2019 | Reial Betis | 0–0     | Reial Societat | Sevilla                                                         |  |
| 20:30 CET     |             | Informe |                | Benito Villamarín · 26,273 espectadors · Santiago Jaime Latre · |  |

| 10 gener 2019 | Llevant UE              | 2–1     | FC Barcelona      | València                                                                 |  |
| 21:30 CET     | Cabaco 4' · Mayoral 18' | Informe | Coutinho 85' (p.) | Ciutat de València · 17,614 espectadors · Ricardo de Burgos Bengoetxea · |  |

### Tornada
| 15 gener 2019 | Valladolid | 1–1 (Total: 1–2) | Getafe CF      | Valladolid                                                   |  |
| 19:30 CET     | Verde 55'  | Informe          | Ángel 29' (p.) | José Zorrilla · 11,183 espectadors · Javier Alberola Rojas · |  |

| 15 gener 2019 | València CF                | 3–0 (Total: 4–2) | Sporting de Gijón | València                                                   |  |
| 21:30 CET     | Mina 65', 76' · Ferran 90' | Informe          |                   | Mestalla · 33,149 espectadors · Xavier Estrada Fernández · |  |

| 16 gener 2019 | At. Madrid                               | 3–3 (Total: 4–4 (g.c.c.) | Girona FC                             | Madrid                                                                 |  |
| 19:30 CET     | Kalinić 12' · Correa 66' · Griezmann 84' | Informe                  | Valery 37' · Stuani 59' · Doumbia 88' | Estadi Metropolità · 45,221 espectadors · Antonio Miguel Mateu Lahoz · |  |

| 16 gener 2019 | Sevilla FC | 0–1 (Total: 3–2) | Athletic Club | Sevilla                                                              |  |
| 20:30 CET     |            | Informe          | Guruzeta 77'  | Sánchez Pizjuán · 26,456 espectadors · José Luis González González · |  |

| 16 gener 2019 | CD Leganés      | 1–0 (Total: 1–3) | R. Madrid | Leganés                                                |  |
| 21:30 CET     | Braithwaite 30' | Informe          |           | Butarque · 9,437 espectadors · Juan Martínez Munuera · |  |

| 17 gener 2019 | Reial Societat            | 2–2 (Total: 2–2 (g.c.c.) | Betis                   | Donostia                                                |  |
| 19:30 CET     | Zubeldia 40' · Merino 62' | Informe                  | Canales 37' · Loren 70' | Anoeta · 21,090 espectadors · Eduardo Prieto Iglesias · |  |

| 17 gener 2019 | RCD Espanyol                             | 3–1 (Total: 5–3) | Vila-real CF  | Cornellà de Llobregat                                        |  |
| 20:30 CET     | Piatti 34' (p.) · Iglesias 37' (p.), 74' | Informe          | Chukwueze 42' | RCDE Stadium · 11,171 espectadors · Pablo González Fuertes · |  |

| 17 gener 2019 | FC Barcelona                 | 3–0 (Total: 4–2) | Llevant UE | Barcelona                                                     |  |
| 21:30 CET     | Dembélé 30', 31' · Messi 54' | Informe          |            | Camp Nou · 42,838 espectadors · José María Sánchez Martínez · |  |

## Quarts de final
El sorteig es va fer el 18 de gener de 2019, a la Ciudad del Fútbol de Las Rozas de Madrid. Els enfrontaments van ser:
| Equip 1      | Global | Equip 2      | Anada | Tornada    |
| ------------ | ------ | ------------ | ----- | ---------- |
| R. Madrid    | 7–3    | Girona FC    | 4–2   | 3–1        |
| Getafe CF    | 2–3    | València CF  | 1–0   | 1–3        |
| Sevilla FC   | 3–6    | FC Barcelona | 2–0   | 1–6        |
| RCD Espanyol | 2–4    | Betis        | 1–1   | 1–3 (prò.) |

### Anada
| 22 gener 2019 | Getafe CF  | 1–0     | València CF | Getafe                                                           |  |
| 21:30 CET     | Molina 77' | Informe |             | Coliseum Alfonso Pérez · 7,021 espectadors · Jesús Gil Manzano · |  |

| 23 gener 2019 | Sevilla FC                   | 2–0     | FC Barcelona | Sevilla                                                                |  |
| 21:30 CET     | Sarabia 58' · Ben Yedder 76' | Informe |              | Ramón Sánchez Pizjuán · 38,403 espectadors · Carlos del Cerro Grande · |  |

| 24 gener 2019 | RCD Espanyol | 1–1     | Betis        | Cornellà de Llobregat                                            |  |
| 19:30 CET     | Iglesias 27' | Informe | Sanabria 81' | RCDE Stadium · 13,381 espectadors · Antonio Miguel Mateu Lahoz · |  |

| 24 gener 2019 | R. Madrid                                             | 4–2     | Girona FC                    | Madrid                                                              |  |
| 21:30 CET     | Lucas Vázquez 18' · Ramos 42' (p.), 77' · Benzema 80' | Informe | Lozano 7' · Granell 66' (p.) | Santiago Bernabéu · 50,865 espectadors · Alberto Undiano Mallenco · |  |

### Tornada
| 29 gener 2019 | Getafe CF                 | 3–1 (Total: 3–2) | València CF | València                                                   |  |
| 21:30 CET     | Rodrigo 61', 90+2', 90+3' | Informe          | Molina 1'   | Mestalla · 34,140 espectadors · Xavier Estrada Fernández · |  |

| 30 gener 2019 | Betis                                      | 3–1 (Total: 4–2) | RCD Espanyol  | Sevilla                                                                 |  |
| 19:30 CET     | Lo Celso 76' · Sergio León 95' · Mandi 99' | Informe          | Baptistão 33' | Benito Villamarín · 40,028 espectadors · Ricardo de Burgos Bengoetxea · |  |

| 30 gener 2019 | FC Barcelona                                                                        | 6–1 (Total: 6–3) | Sevilla FC | Barcelona                                                     |  |
| 21:30 CET     | Coutinho 13' (p.), 53' · Rakitić 31' · Sergi Roberto 54' · Suárez 89' · Messi 90+2' | Informe          | Arana 67'  | Camp Nou · 58,050 espectadors · José María Sánchez Martínez · |  |

| 31 gener 2019 | Girona FC | 1–3 (Total: 3–7) | R. Madrid                       | Girona                                                   |  |
| 21:30 CET     | Porro 71' | Informe          | Benzema 27', 43' · Llorente 76' | Montilivi · 14,158 espectadors · Juan Martínez Munuera · |  |

## Semifinals
El sorteig es va fer el dia 1 de febrer de 2019 a l'estadi on es jugarà la final, el Benito Villamarín. Els enfrontaments van ser:
| Equip 1      | Global | Equip 2     | Anada | Tornada |
| ------------ | ------ | ----------- | ----- | ------- |
| FC Barcelona | 4–1    | R. Madrid   | 1–1   | 3–0     |
| Betis        | 2–3    | València CF | 2–2   | 0–1     |

### Anada
| 6 febrer 2019 | FC Barcelona | 1–1     | R. Madrid        | Barcelona                                                    |  |
| 21:00 CET     | Malcom 57'   | Informe | Lucas Vázquez 6' | Camp Nou · 92,008 espectadors · Antonio Miguel Mateu Lahoz · |  |

| 7 febrer 2019 | Betis                   | 2–2     | València CF                  | Sevilla                                                            |  |
| 21:00 CET     | Loren 45' · Joaquín 54' | Informe | Txérixev 70' · Gameiro 90+2' | Benito Villamarín · 57,123 espectadors · Carlos del Cerro Grande · |  |

### Tornada
| 27 febrer 2019 | R. Madrid | 0–3 (Total: 1–4) | FC Barcelona                             | Madrid                                                                                                |  |
| 21:00 CET      |           | Informe          | Suárez 50', 73' (p.) · Varane 69' (p.p.) | Santiago Bernabéu · 80,472 espectadors · José María Sánchez Martínez · Ricardo de Burgos Bengoetxea · |  |

| 28 febrer 2019 | València CF | 1–0 (Total: 3–2) | Betis | València                                 |  |
| 21:00 CET      | Rodrigo 56' | Informe          |       | Mestalla · José Luis González González · |  |

## Final
La final es jugà el 25 de maig de 2019, a l'Benito Villamarín.
| 25 maig 2019 | FC Barcelona | 1–2     | València CF               | Sevilla                                                             |  |
| 21:00 CET    | Messi 73'    | Informe | Gameiro 21' · Rodrigo 33' | Benito Villamarín · 53,698 espectadors · Alberto Undiano Mallenco · |  |

## Campió
| Campions de la Copa d'Espanya 2019   |
| ------------------------------------ |
| · València Club de Futbol · 8è títol |

## Galeria

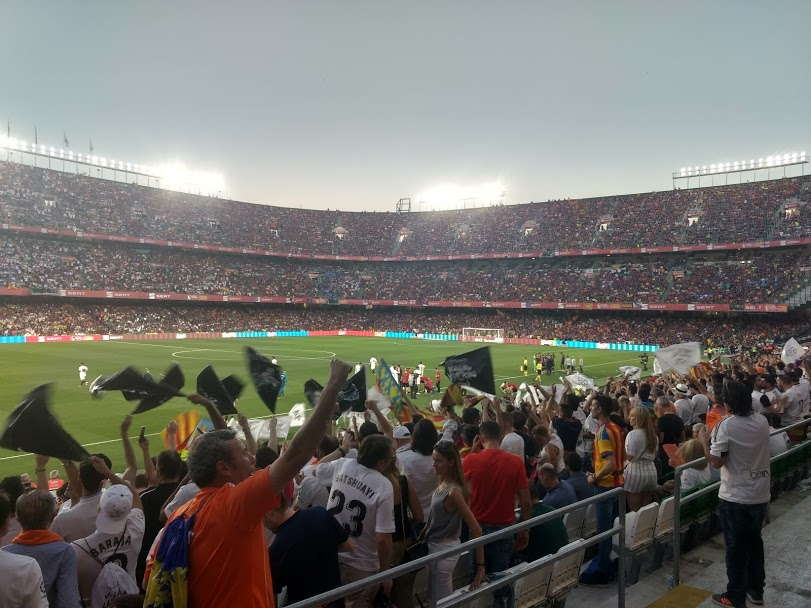
L'afició valencianista a l'Estadi Benito Villamarín abans de la final.
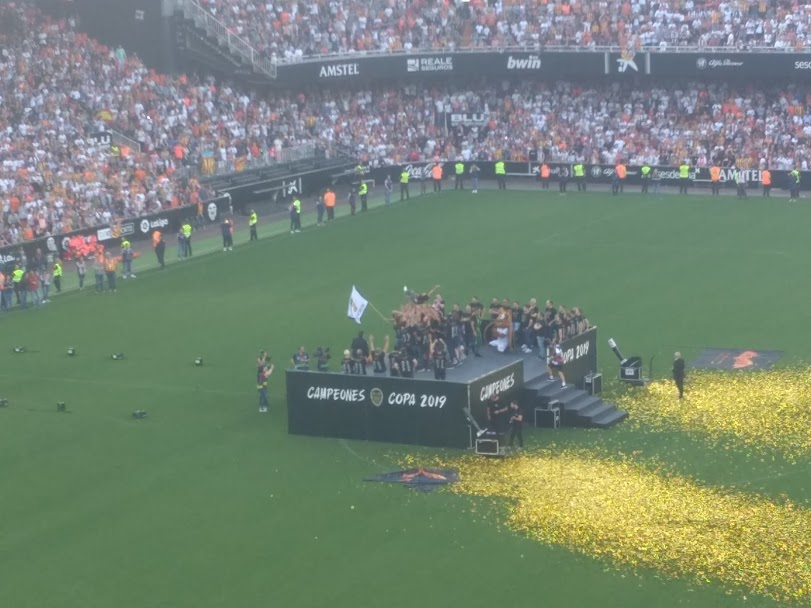
Els jugadors del València mantegen Marcelino García Toral en la celebració a Mestalla del títol.
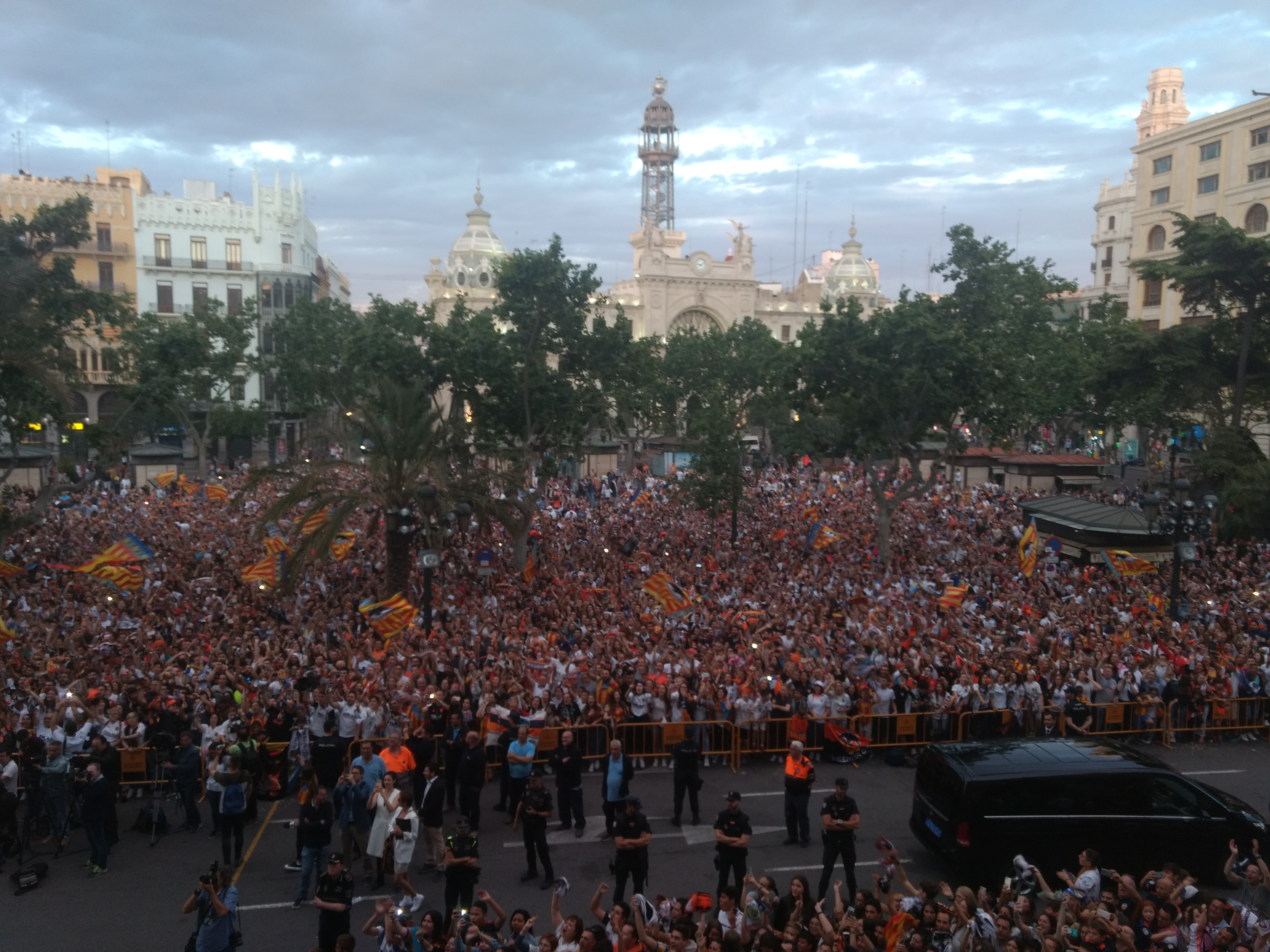
Aficionats del València a la Plaça de l'Ajuntament de València durant l'acte oficial al consistori.
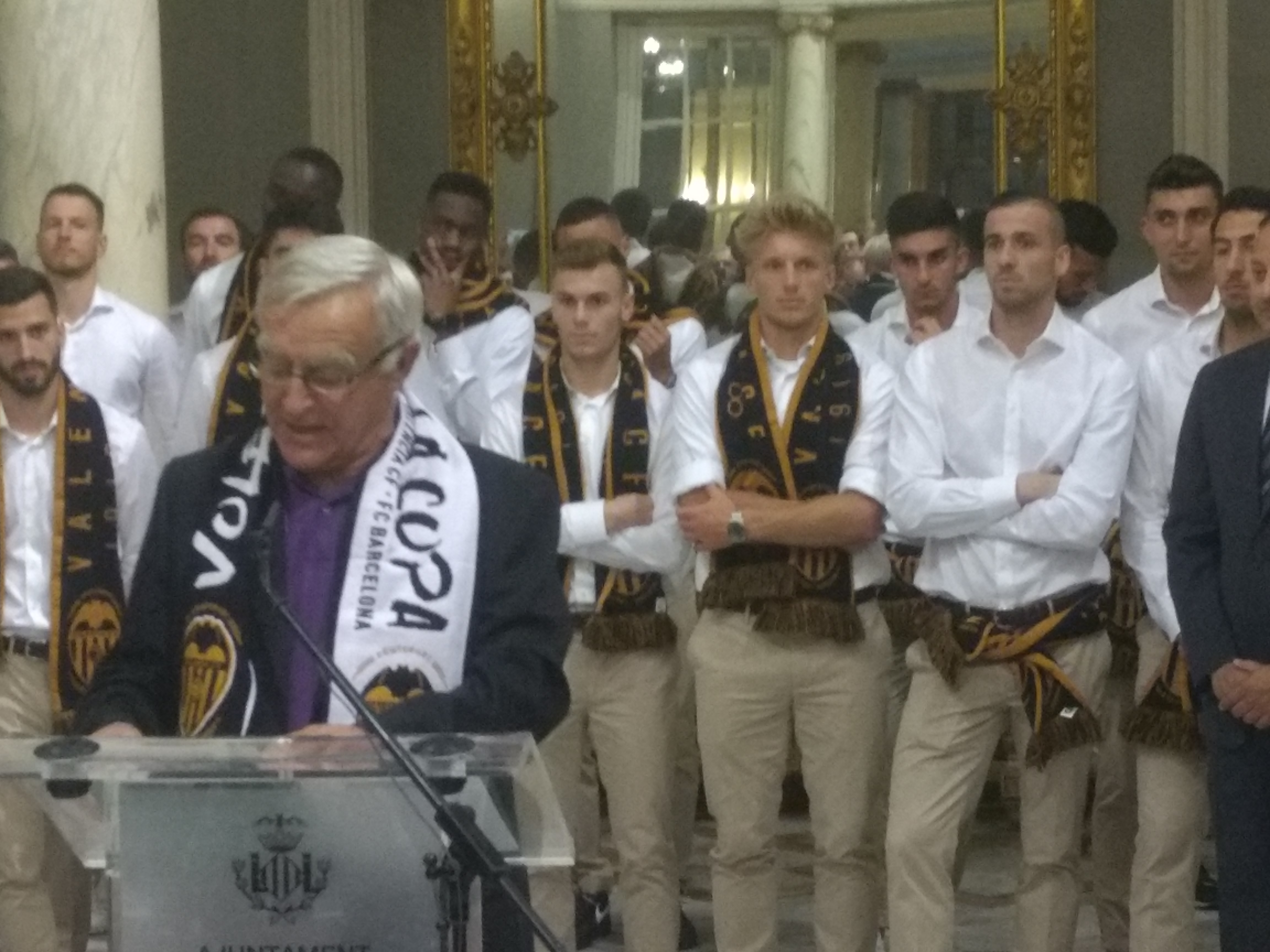
L'alcalde Joan Ribó durant l'acte protocol·lari.